# Gualta
Gualta – gmina w Hiszpanii, w prowincji Girona, w Katalonii, o powierzchni 9,4 km². W 2011 roku gmina liczyła 362 mieszkańców.